# John Rylands Library
Die John Rylands Library (John-Rylands-Bibliothek) ist ein Teil der John Rylands University Library in Manchester. Die Bibliothek wurde von Enriqueta Augustina Rylands in Erinnerung an ihren Ehemann John Rylands (1801–1888) gegründet.

## Geschichte der Bibliothek
Nachdem Enriqueta Rylands einen Platz an Deansgate im Herzen des Stadtzentrum Manchesters erworben hatte, beauftragte sie den Architekten Basil Champneys mit einem Entwurf. Ursprünglich hatte Mrs. Rylands die Bibliothek hauptsächlich zur Unterbringung einer theologischen Sammlung bestimmt. Die Architektur des Gebäudes, ein schönes Beispiel der viktorianischen Gotik, erinnert deshalb in ihrer Erscheinung stark an eine Kirche. Den Kern der Bibliothek bildete eine Sammlung von 40.000 Büchern einschließlich vieler Raritäten, die George John Spencer gesammelt hatte und die 1892 von Mrs. Rylands erworben wurde. Am 1. Januar 1900 wurde die Bibliothek für die Leser geöffnet.

## Das Gebäude und seine Sammlung
Neben der Hauptsammlung der Bibliothek, einem Lesesaal mit obenliegender Galerie, hat das Gebäude auch einen Bibel- und Kartenraum in der ersten Etage sowie Konferenz- und Versammlungsräume im Erdgeschoss. Ein Teil des Erdgeschosses war als Leihbibliothek geplant, wurde jedoch nie als solche eröffnet. Ein weiterer Teil ist für den Hausmeister reserviert. Passende weiße Marmorskulpturen von John Rylands und Enriqueta Rylands wurden von John Cassidy geschaffen und befinden sich jetzt im Lesesaal der Bibliothek.

## Postanschrift
150, Deansgate, Manchester M3 3EH, United Kingdom